# Рокитна (притока Перги)
Рокитна — річка в Україні, в Олевському районі Житомирської області, права питока Перги (басейн Прип'яті).

## Опис
Довжина річки 16 км., похил річки — 1,0 м/км, площа басейну водозбору 137  км².